# 1355
| [ Edytuj tabelę ]                          |                                                                                   |
| Król Polski                                | - 1333 Kazimierz III Wielki 1370                                                  |
| Król Albanii                               | - 1332 Robert 1364                                                                |
| Współksiążęta Andory                       | - 1351 Hug Desbac 1361 - 1343 Gaston III 1391                                     |
| Król Anglii                                | - 1327 Edward III 1377                                                            |
| Król Aragonii i Walencji, hrabia Barcelony | - 1336 Piotr IV Aragoński 1387                                                    |
| Władca Azteków                             | - 1325 Tenoch 1376                                                                |
| Książę Bawarii                             | - 1347 Stefan II 1375                                                             |
| Margrabia Brandenburgii                    | - 1351 Ludwik Młodszy 1356                                                        |
| Książę Burgundii                           | - 1349 Filip I z Rouvres 1361                                                     |
| Cesarz Bizancjum                           | - 1355 Jan V Paleolog 1376                                                        |
| Car Bułgarii                               | - 1331 Iwan Aleksander 1371                                                       |
| Cesarz Chin                                | - 1333 Huizong 1368                                                               |
| Król Cypru                                 | - 1324 Hugo IV 1359                                                               |
| Król Czech                                 | - 1346 Karol IV Luksemburski 1378                                                 |
| Król Danii                                 | - 1340 Waldemar Atterdag 1376                                                     |
| Władca Egiptu                              | - 1354 An-Nasir Hasan 1361                                                        |
| Cesarz Etiopii                             | - 1344 Nyuaje Krystos 1372                                                        |
| Król Francji                               | - 1350 Jan II Dobry 1364                                                          |
| Król Gruzji                                | - 1346 Dawid IX 1360                                                              |
| Hrabia Holandii                            | - 1346 Wilhelm V 1358                                                             |
| Cesarz Japonii                             | - 1339 Go-Murakami 1368                                                           |
| Kalif                                      | - 1352 Al-Mu’tadid I 1362                                                         |
| Król Kastylii i Leónu                      | - 1350 Piotr I Okrutny 1369                                                       |
| Patriarcha Konstantynopola                 | - 1354 Filoteusz Kokkin 1355 - 1355 Kalikst I 1363                                |
| Władca Korei                               | - 1351 Kongmin 1374                                                               |
| Wielki książę litewski                     | - 1345 Olgierd 1377                                                               |
| Cesarz Majapahitu                          | - 1350 Hajam Wuruk 1389                                                           |
| Sułtan Maroka                              | - 1350 Abu Inan Faris 1358                                                        |
| Książę Mediolanu                           | - 1354 Matteo II 1355 - 1354 Galeazzo II 1378 - 1354 Bernabò 1385                 |
| Senior Monako                              | - 1338 Karol I 1357 - 1352 Rainier II 1357 - 1352 Antoni 1357 - 1352 Gabriel 1357 |
| Wielki książę moskiewski                   | - 1353 Iwan II Piękny 1359                                                        |
| Król Nawarry                               | - 1349 Karol II Zły 1387                                                          |
| Król Norwegii                              | - 1319 Magnus Eriksson 1355 - 1343 Haakon VI Magnusson 1380                       |
| Hrabia Palatynatu                          | - 1353 Ruprecht I Wittelsbach 1356                                                |
| Papież                                     | - 1352 Innocenty VI 1362                                                          |
| Król Portugalii                            | - 1325 Alfons IV 1357                                                             |
| Cesarz Rzymski (niemiecki)                 | - 1346 Karol IV Luksemburski 1378                                                 |
| Książę Saksonii                            | - 1298 Rudolf I 1356                                                              |
| Car Serbii                                 | - 1331 Stefan Urosz IV Duszan 1355 - 1355 Stefan Urosz V Nijaki 1371              |
| Król Szkocji                               | - 1329 Dawid II Bruce 1371                                                        |
| Król Szwecji                               | - 1319 Magnus Eriksson 1363                                                       |
| Król Tajlandii                             | - 1350 Ramathibodi I 1369                                                         |
| Sułtan Turków                              | - 1324 Orchan 1360                                                                |
| Doża Wenecji                               | - 1354 Marino Faliero 1355 - 1355 Giovanni Gradenigo 1356                         |
| Król Węgier                                | - 1342 Ludwik Andegaweński 1382                                                   |
| Wielki mistrz zakonu krzyżackiego          | - 1351 Winrich von Kniprode 1382                                                  |

Rok 1355 / MCCCLV
stulecia: XIII wiek ~
XIV wiek ~
XV wiek

lata: 1345 «
1350 «
1351 «
1352 «
1353 «
1354 «
1355
» 1356
» 1357
» 1358
» 1359
» 1360
» 1365

## Wydarzenia w Polsce
- 24 stycznia – król Ludwik Węgierski nadał polskiej szlachcie przywilej budziński, w zamian za obietnicę objęcia polskiego tronu, gdyby król Kazimierz III Wielki nie miał męskiego potomka.
- 27 grudnia – w Kaliszu książę mazowiecki Siemowit III złożył Kazimierzowi Wielkiemu hołd lenny.
- Kazimierz III Wielki i Ludwik Węgierski zawarli traktat sukcesyjny.
- Bodzentyn otrzymał prawa miejskie.

## Wydarzenia na świecie
- 6 stycznia – Karol IV został w Mediolanie koronowany żelazną koroną na króla Lombardii.
- 7 stycznia – na polecenie króla Portugalii Alfonsa IV zamordowano w Coimbrze Inês de Castro, żonę jego syna Piotra (późniejszego króla Piotra I Sprawiedliwego).
- 10 lutego – w Oxfordzie wybuchły dwudniowe starcia między mieszkańcami a studentami, w wyniku których zginęły 93 osoby.
- 5 kwietnia – król Karol IV Luksemburski i jego małżonka Anna świdnicka zostali koronowani na cesarza i cesarzową Świętego Cesarstwa Rzymskiego.

## Urodzili się
- 15 lutego – Piotr Gambacorta, włoski eremita, założyciel Kongregacji Ubogich Pustelników św. Hieronima, błogosławiony katolicki (zm. 1435)
- Dobrogost z Nowego Dworu, polski duchowny katolicki, arcybiskup gnieźnieński (zm. 1401 lub 1402)
- Jan Dominici, włoski dominikanin, kardynał, błogosławiony katolicki (zm. 1419)
- Mikołaj Kurowski, polski duchowny katolicki, arcybiskup gnieźnieński, kanclerz koronny (zm. 1411)
- Maria Mancini włoska dominikanka, błogosławiona katolicka (zm. 1431)

## Zmarli
- 17 kwietnia – Marino Faliero, doża Wenecji (ur. ok. 1274)
- 1 maja – Petronela z Troyes, francuska klaryska, błogosławiona katolicka (ur. 1300)
- 11 lipca – Fryderyk I, książę Aten (ur. ?)
- 26 listopada lub 5 grudnia – Kazimierz I warszawski, książę z dynastii Piastów (ur. ok. 1325)
- 5 grudnia – Jan III, książę Brabancji (ur. 1300)
- 20 grudnia – Stefan Urosz IV Duszan, car Serbii (ur. ok. 1308)